# Glacier d'Enclave
Le glacier d'Enclave est un glacier de France situé dans le massif du Mont-Blanc, sur la commune de Bourg-Saint-Maurice.
Ce glacier de cirque nait sur l'adret du mont Tondu à environ 2 900 mètres d'altitude. Avec le glacier des Lanchettes et celui des Glaciers, il est le seul glacier du massif du Mont-Blanc dans le département de la Savoie.